# Bistroff

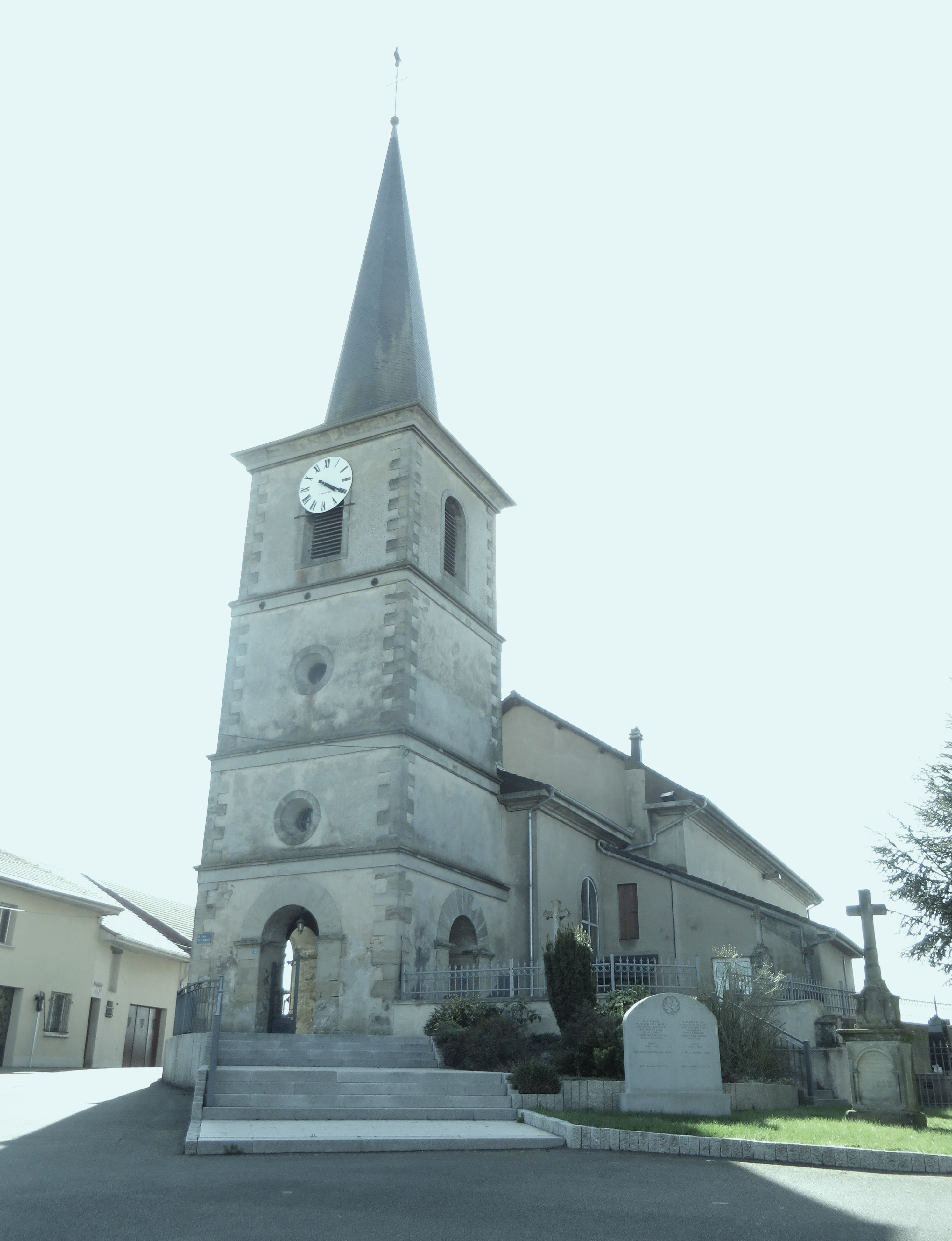
Kirche St. Mauritius (Saint-Maurice)

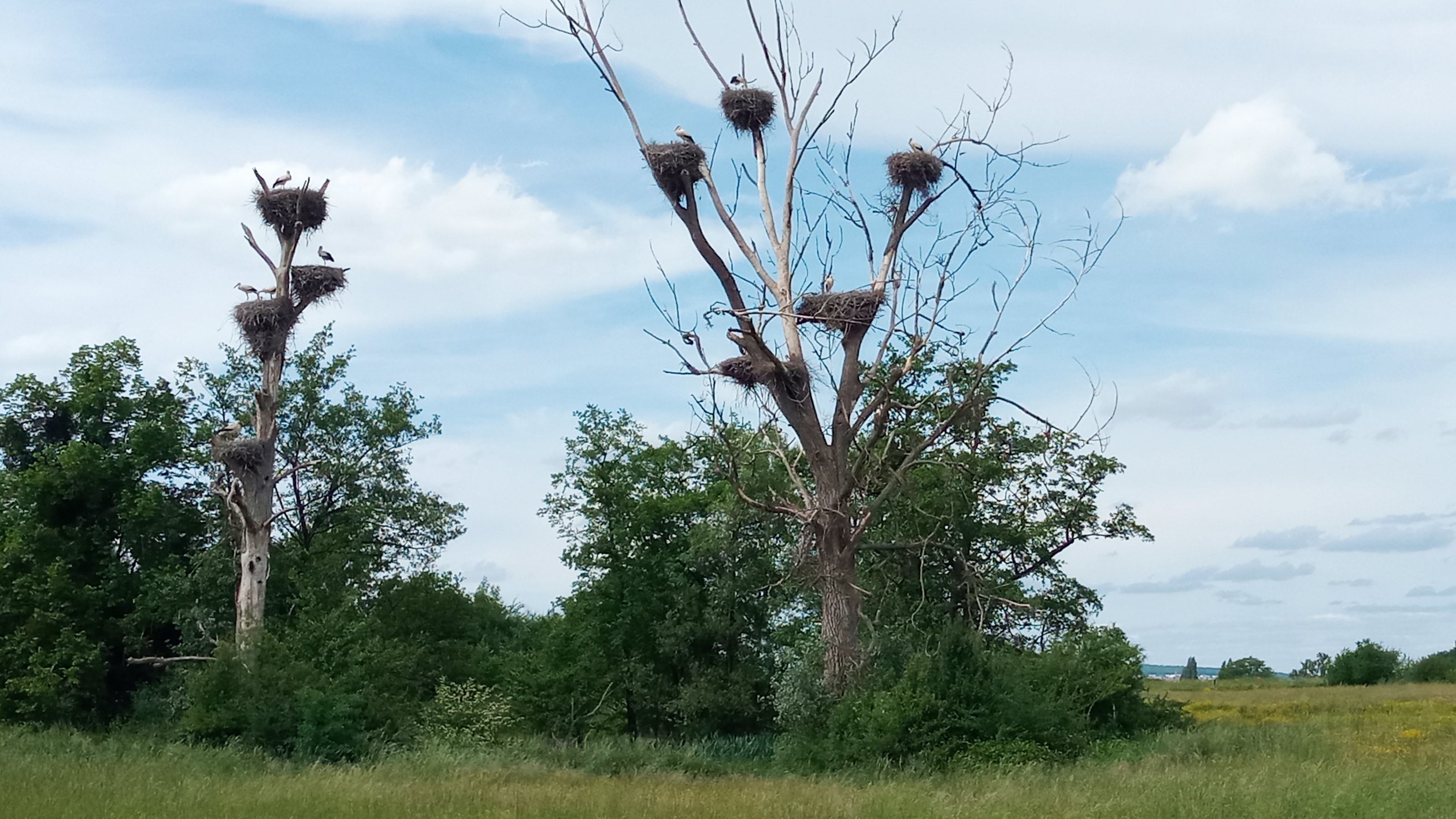
Nistende Weißstörche

Bistroff (deutsch Bischdorf) ist eine französische Gemeinde mit 312 Einwohnern (Stand 1. Januar 2022) im Département Moselle in der Region Grand Est (bis 2015 Lothringen). Sie gehört zum Arrondissement Forbach-Boulay-Moselle.

## Geographie
Die Gemeinde liegt in Lothringen, etwa 45 Kilometer ostsüdöstlich von Metz, 25 Kilometer südwestlich von Forbach, 15 Kilometer südlich von Saint-Avold (Sankt Avold) und zwei Kilometer nordwestlich von Großtänchen auf einer Höhe zwischen 245 und 315 m über dem Meeresspiegel. Das Gemeindegebiet umfasst 19,31 km².
Zur Gemeinde gehören die Ortsteile Alte Kapelle, La Belgrade (Belgrad), Bischwald, Langheck, Neue Kapelle, Neu Max, Saint-Jean (Sankt Johann), Saint-Louis (Sankt Ludwig) und Tattenwald. Auf der Gemarkung liegen der Bischweiher und der Weiher von Alt Max.
Im Norden des Gemeindegebiets gibt es ein großes Militärgelände, das in den 1950er und 1960er Jahren eine Station der Royal Canadian Air Force (RCAF) war.

## Geschichte
Ältere Ortsbezeichnungen sind Bizzinsdorff, Bizzersdorff (12. Jh.), Bistrof (1368), Bustroff (1477), Bistorf (1450) und Bistoff (1544). Der Ortsname rührt vom Namen des Waldes her (Bischwald), der teilweise gerodet werden musste, um das Dorf anzulegen. Südlich des Bischweihers verlief eine Römerstraße.
Die Ortschaft gehörte früher zum Bistum Metz, einem Fürstbistum des Heiligen Römischen Reichs, und zwar 1368 zu Sankt Avold und danach zur Kastellanei Hingsingen. Im Jahr 1552 wurde der Ort zusammen mit diesem Bistum vom Königreich Frankreich besetzt und annektiert, das sich den Besitz 1648 im Westfälischen Frieden bestätigen lassen konnte.
Das Gehöft mit dem ungewöhnlichen Namen La Belgrade entstand wohl im 18. Jahrhundert nach der Einnahme Belgrads in den Türkenkriegen unter Prinz Eugen von Savoyen.
Mitte des 19. Jahrhunderts wurden Teile des Gemeindegebiets gerodet und neue Hofstellen angelegt: 1837 wurde der Hof Saint-Louis unter dem Namen Mazagran angelegt. Der Name sollte an die französische Besetzung Algeriens im selben Jahr erinnern. 1844 wurde der Hof Saint-Jean unter dem Namen Rothof gegründet.
Durch den Frankfurter Frieden vom 10. Mai 1871 kam das Gebiet an das deutsche Reichsland Elsaß-Lothringen, und das Dorf wurde dem Kreis Forbach im Bezirk Lothringen zugeordnet. Die Dorfbewohner betrieben Getreide- und Ölpflanzenbau sowie Viehzucht.
Nach dem Ersten Weltkrieg musste die Region aufgrund der Bestimmungen des Versailler Vertrags 1919 an Frankreich abgetreten werden. Im Zweiten Weltkrieg war die Region von der deutschen Wehrmacht besetzt, und der Ort stand unter deutscher Verwaltung. Im November 1944 wurde das Dorf von westalliierten Streitkräften eingenommen und dabei erheblich beschädigt, einschließlich der Dorfschule, in deren Gebäude auch das Rathaus untergebracht war. Der Schulbetrieb konnte jedoch bereits im Januar 1945 wieder aufgenommen werden.

### Bevölkerungsentwicklung
| Jahr      | 1962 | 1968 | 1975 | 1982 | 1990 | 1999 | 2007 | 2019 |
| Einwohner | 322  | 294  | 273  | 268  | 276  | 299  | 336  | 313  |

## Sehenswürdigkeiten
- Kirche St. Mauritius (Saint-Maurice) aus dem 18. Jahrhundert, nach 1950 erheblich umgebaut
- Weißstorch-Kolonien zur Sommerzeit in den Feuchtgebieten bei den Weihern

## Partnerschaft
Bistroff unterhält eine Partnerschaft mit Steinbach, einem Stadtteil von Ottweiler im Saarland.